# Kunstwollen
O conceito de Kunstwollen (que, em alemão, significa literalmente "vontade da arte") foi criado pelo historiador da arte austríaco Alois Riegl, que o entende como uma força do espírito humano que faz nascer afinidades formais dentro de uma mesma época, em todas as suas manifestações culturais. 
Esta vontade artística e suas variações  são condicionadas pela visão de mundo (Weltanschauung), fruto da religião e do pensamento científico fundamental. Riegl passa, então, a interpretar a história da arte como uma história do espírito da arte, a sucessão de estilos e a sobreposição destes sobre a consciência cultural em voga.
Dessa forma, o que interessa captar, de acordo com o ponto de vista riegliano, é a arte a partir de sua relação com uma concepção de mundo não necessariamente materialista ou dialética. Em vez disso, Kunstwollen atribui à arte uma certa autonomia relativamente à história material, coincidindo, tão-somente, com as manifestações concretas do espírito.
A história da arte, portanto, é entendida pela variação dos estilos, em função de estruturas simbólicas, de seu uso dentro da coletividade, ou de sua função estética ligada à questão do conhecimento.
As obras de Erwin Panofski e Ernst Cassirer, de alguma maneira, vêm na esteira do pensamento de Riegl. Pode-se, inclusive, afirmar que a semiótica aplicada às artes também toma esse viés, por meio da investigação das estruturas significantes do pensamento e da linguagem associada ao estudo de estilos na arte.